# Hugo Borenić
Hugo Borenić (Raušer, 1907. – Osijek, 26. siječnja 1983.), hrv. skladatelj, dirigent, prevoditelj, istraživač narodne glazbe rodom iz Gradišća u Austriji. Unuk je poznatoga pisca, pedagoga i glazbenika Martina Borenića i sin Roberta Borenića. 

## Životopisi
Rodio se je 1907. godine. Pred prvim svjetskim ratom Hugo Borenić preselio se je s roditelji iz Gradišća u Našice, a 1919. u Osijek, gdje je položio maturu. Studirao je glazbu na vojnoj glazbenoj školi u Sarajevu 1928. godine, a potom u Budimpešti i Temišvaru. Isprva je bio dirigent gradskoga gudačkoga orkestra u bačkom mjestu Bezdanu, a u Slavonskom Brodu je podučavao glazbu.
Najveći je trag ostavio u Osijeku u kojem stalno djeluje od 1934. godine. Bio je dirigent pjevačkih i glazbenih društav Frankopana i Lipe te Glazbene sekcije Udruženja djelačkih sindikatov. 1939. ljeta je suosnivač i jedan od prvih glazbenik urednikov radijske postaje Osijek u kojoj potiče osnivanje tamburaškoga orkestra. Poslije rata opet je radijski urednik. Od 1952. profesor je glazbenog u Učiteljskoj školi, a zatim do umirovljenja u glazbenoj školi Franjo Kuhač.
1956. je njegovom zaslugom osnovana glazbenoj školi, u kojoj je podučavao. Bio je dirigent tamburaških orkestrov osječkih društav Srdjan Petrov i Pajo Kolarić.

## Skladateljski rad
Bogata je skladateljska opusa. Autor je 5 uvertirov, koncertnih fantazija, parafraza. Napisao je za tamburaške orkestre suitu, simfonijsku sliku. Skladao je scensku glazbu za igrokaze, dječje operete, djela za gitare te solo-popjevke na vlašće tekste (plovi, plovi, Jesensko popodne, Ide dida oko duda, Lijepa ciganka i dr.)

## Glazbenoistraživački rad
Istraživao je narodnu muziku i pisao obrade. Posebno je to bilo kod manje poznatih pjesma (jačak). 
Također je obrađivao mađarske narodne pjesme (jačke) za mađarske emisije Radija Osijek.

## Nakladništvo
Priredio je za tisak zbirku "Dvojezične narodne pjesme duž Podravine". 
Autor monografije "Nepoznata pjesma o Janusu Pannoniusu) i više članaka u periodici.

## Prevoditeljski rad
Preveo je libreto opere Nikola Šubić Zrinski na mađarski jezik.

## Vanjske poveznice
- Hugo Borenić  Arhivirana inačica izvorne stranice od 14. veljače 2015. (Wayback Machine), essekeri.hr